# Marcus Maecius Rufus
Marcus Maecius Rufus war ein im 1. Jahrhundert n. Chr. lebender römischer Politiker.
Durch Münzen ist belegt, dass Rufus während der Regierungszeit von Vespasian (69–79) Statthalter (Proconsul) in der Provinz Bithynia et Pontus war; er amtierte möglicherweise 71/72 oder 72/73 in der Provinz. Durch eine Inschrift, die auf den 1. Dezember 81 datiert ist, ist belegt, dass er 81 zusammen mit Lucius Turpilius Dexter Suffektkonsul war.
Weitere Münzen belegen, dass Rufus während der Regierungszeit von Domitian (81–96) Statthalter (Proconsul) in der Provinz Asia war; er amtierte zwischen 83 und 86 in der Provinz.